# 基督教台灣浸會神學院

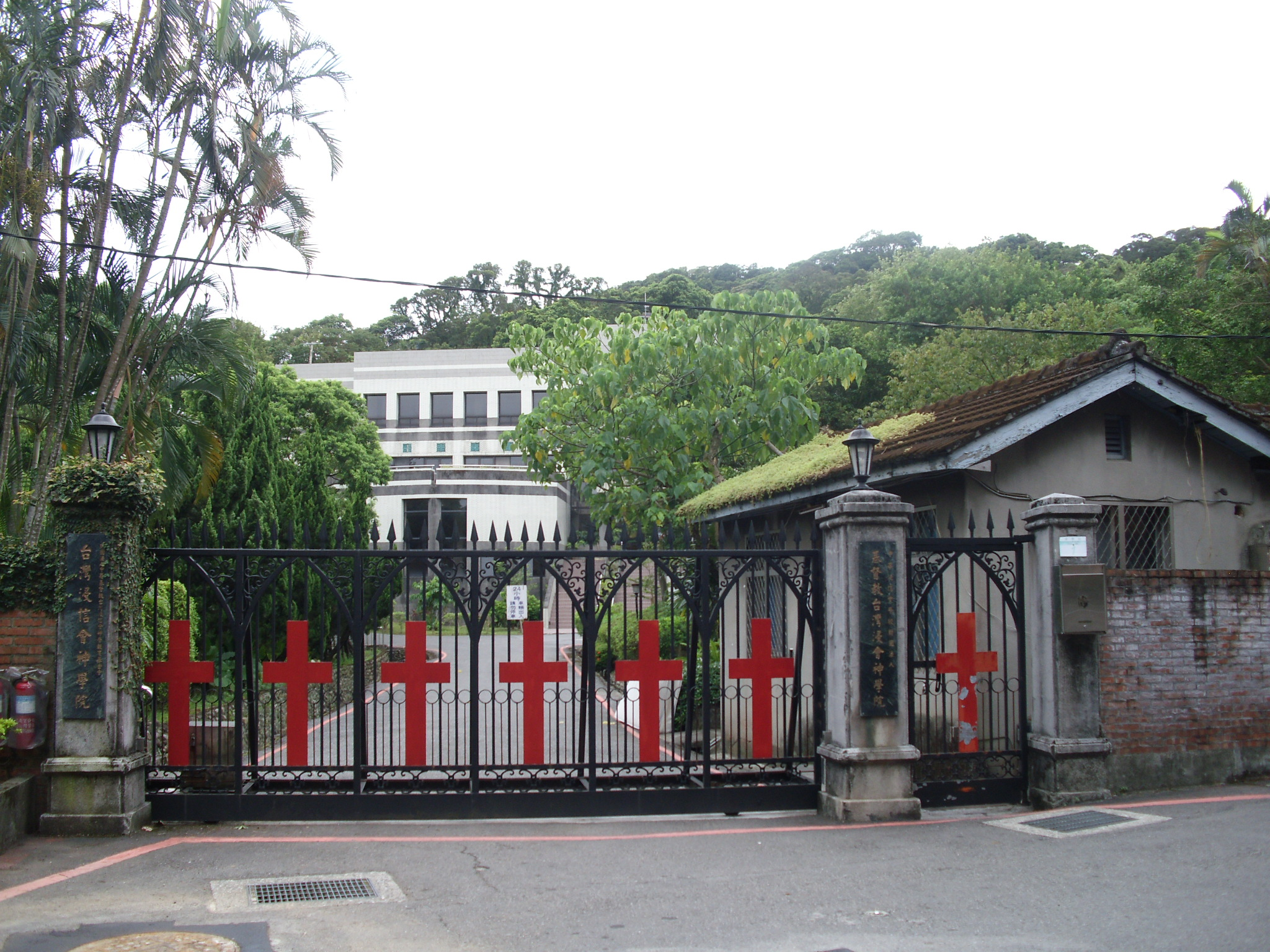
神學院門口

基督教台灣浸會神學院（英語名稱：Taiwan Baptist Christian Seminary，TBCS），簡稱浸神，是位於臺灣臺北市信義區的浸信會神學院。
現有學術單位包括基督教神學研究所。

## 校史

### 前校史
「基督教台灣浸會神學院」前身是1952年成立的台灣浸信會神學院。
2005年9月9日臺灣浸信會神學教育基金會捐贈2.41公頃之土地與建物，籌募立案基金與發展經費，推舉周聯華牧師為籌備會主席，2007年7月6日正式向中華民國教育部提出籌設計劃書。
經過多次審查會議與會勘之後，2008年12月15日獲准籌設，並於2009年元月8日核准設立基督教神學研究所，內設道學組（M.Div.）與基督教研究組（M.C.S.），2018年增設神學碩士組(Th.M.)。2009年4月20日教育部同意設立學校財團法人中華浸信會，臺北地方法院於2009年6月16日核發法人證書，並於2009年7月17日完成土地、建物及基金過戶。
2010年6月9日，獲中華民國教育部核准立案，為臺灣第一所完成教育部立案的獨立神學院。2010年7月，辦理招生。

### 立案後校史
2014年蔡瑞益博士出任第4任校長。
2021年譚國才博士出任第5任校長。

## 教育目標
- 致力於生命成長、神學研究及專業素養三者兼修之神學教育。

## 單位
| 單位 | 校長室       | 秘書及公關室 |
| 單位 | 學生事務處   | 教務處       |
| 單位 | 行政管理中心 | 資源管理中心 |
| 單位 | 實習教育中心 | 學術發展中心 |
| 單位 | 圖書資訊中心 | 推廣教育中心 |
| 單位 | 神學研究所   |              |

## 歷任院長
| 歷任院長 | 姓名       | 起   | 迄   |
| -------- | ---------- | ---- | ---- |
| 第一任   | 柯理培牧師 | 1952 | 1963 |
| 第二任   | 杭克安牧師 | 1964 | 1979 |
| 第三任   | 張真光牧師 | 1981 | 1997 |
| 第四任   | 蔡瑞益牧師 | 1997 | 2021 |
| 第五任   | 譚國才牧師 | 2021 | 迄今 |

## 圖書與資源
| 圖書與資源 | 明道圖書資訊中心 | 歷史資料中心 |

## 歷年日間部師生比及新生註冊率
- 112學年度日間部學生人數45，專任老師人數10，日間部師生比4.5（學生數/老師數）。

- 112學年度新生註冊率73.68%。
- 113學年度新生註冊率84.85%。

## 外部連結
- 台灣浸信會神學院 （页面存档备份，存于）（中文）（英文）
- 台灣浸信會神學院．基督教台灣浸會神學院的Facebook專頁
- YouTube上的基督教台灣浸會神學院頻道